# Gittegylet
A gittegylet gúnyos kifejezés olyan társaságra, egyesületre stb., amelynek látóköre, tevékenysége nem terjed túl tagjainak érdeklődésén (mely mások számára jelentéktelen).

## Eredete
A kifejezés Molnár Ferenc A Pál utcai fiúk című regénye alapján terjedt el, amelyben a Pál utcaiak egy része hősies kitartással őrzi a gittet (más néven kittet), amely az ablaküveg rögzítésének ma már ritkábban használatos anyaga. A gittet az egylet tagjai szájról szájra adják és rágják, hogy nedves maradjon. (Innen származik a „gittrágás” kifejezés, amely arra utal, hogy valakik jelentéktelen vagy haszontalan cselekvéseket végeznek.)

„…Rácz tanár úr rágyújtott egy szivarra, s a füstöt a levegőbe fújta.
– Hát menjünk szép sorjában – mondta. – Először is mondd meg nekem, mi az a gitt?
Felelet helyett Weisz kivett a zsebéből egy hatalmas gittet, és letette az asztalra. Egy ideig nézte, aztán olyan halkan, hogy alig lehetett hallani, kijelentette:
– Ez a gitt.
– És mi ez? – kérdezte a tanár.
– Ez egy olyan pép, amivel az üvegesek az üveget beragasztják a fába. Az üveges bekeni oda, és az ember a körmével kikaparja az ablakból.
– És ezt te kapartad ki?
– Nem, kérem. Ez az egyleti gitt.”

– Részlet Molnár Ferenc A Pál utcai fiúk című regényéből

Tagok: Weisz (elnök a feloszlatásig), Kolnay (pénztárnok a feloszlatásig, az újjáalakulás után elnök), Barabás (pecsétőr), Csele (zászlóőr), Nemecsek (titkár), Richter (labdatáros), Leszik (jegyző)
Boka nem nagyon szerette ezt az egyletet, azt szerette volna, ha a grund elég lenne mindenkinek.